# Uncle Jam Wants You
| Recensione       | Giudizio |
| ---------------- | -------- |
| AllMusic         | [ 1 ]    |
| Rolling Stones   | [ 2 ]    |
| Robert Christgau | B+       |

Uncle Jam Wants You è l'undicesimo album della band statunitense Funkadelic, pubblicato il 21 settembre 1979 dalla Warner Music Group e successivamente ripubblicato su CD dalla Priority Records. Rilevante è l'influenza che l'album ha avuto nella nascita della scena west coast hip-hop, testimoniata dal largo uso dei campionamenti tratti da (Not Just) Knee Deep da parte, ad esempio, dei De La Soul in Me, Myself and I, da Teddy Riley e da Dr. Dre.
Il titolo dell'album è un chiaro riferimento al manifesto per la campagna di reclutamento Uncle Sam Wants You, storpiato e reso come Uncle Jam, personificazione di uno stato governato dal funk.

## Tracce

### Lato A
1. Freak of the Week – 5:14 (D. McKnight, G. Clinton, P. Bishop)
2. (Not Just) Knee Deep – 15:23 (G. Clinton)

### Lato B
1. Uncle Jam – 10:26 (B. Worrell, W. Collins, G. Shider, G. Clinton)
2. Field Maneuvers – 2:25 (G. Clinton)
3. Holly Wants to Go to California – 4:24 (B. Worrell, G. Clinton)
4. Foot Soldiers (Star-Spangled Funky) – 3:31 (G. Clinton, J. Vitti)